# Rudolf Spielmann
Rudolf Spielmann (Vienna, 5 maggio 1883 – Stoccolma, 20 agosto 1942) è stato uno scacchista austriaco, Grande Maestro.
L'anno di nascita è a volte indicato come 1884, mentre la data di morte come 2 o 22 agosto.

## Biografia
Avvocato, non esercitò mai la professione, essendo sempre un professionista degli scacchi. In quanto ebreo dovette fuggire dal suo paese natale per rifugiarsi prima a Praga, poi nei Paesi Bassi e infine nel 1939 in Svezia, a Stoccolma, dove morì in povertà.
Di carattere mite e tranquillo nella vita, diventava nervoso e impressionabile mentre giocava e alternava prestazioni ottime a risultati mediocri.

## Tornei e competizioni individuali
Rudolf Spielmann fu uno degli ultimi giocatori legati alla scuola romantica degli scacchi: il suo stile di gioco era ricco di sacrifici, di spunti brillanti e di belle idee e assomigliava molto a quello di Čigorin e Anderssen. Fu soprannominato "l'artista dell'attacco" e "l'ultimo paladino del gambetto di re".
Al torneo di Carlsbad del 1923 nessuna delle sue partite finì patta.
Nel 1905 a Scheveningen ottenne il primo importante successo classificandosi al 3º posto su 14 partecipanti. Nonostante nel periodo della sua attività scacchistica ci fossero campioni del calibro di Alechin, Capablanca, Lasker, Tarrasch, Rubinstein, Nimzowitsch, e Tartakower, Spielmann riuscì ad imporsi in ben 33 dei 120 tornei a cui partecipò.
Il suo miglior periodo fu forse il decennio dal 1910 al 1920. Riprese l'attività dopo il primo conflitto mondiale:
| Torneo              | Città          | Posizione           | Classifica                                          |
| 1910                | 1910           | 1910                | 1910                                                |
| ------------------- | -------------- | ------------------- | --------------------------------------------------- |
| Trebitsch Memorial  | Vienna         | primo pari merito   | 1º posto insieme a Schlechter                       |
| 1911                |                |                     |                                                     |
|                     | Monaco         | terzo               |                                                     |
| 1912                |                |                     |                                                     |
| torneo di Barmen    | Barmen         | primo               | 1º posto                                            |
|                     | San Sebastián  | secondo             | vinse Rubinstein con 12,5. Nimzovich e Spielmann 12 |
|                     | Pistyan        | secondo             | vinse Rubinstein                                    |
| 1913                |                |                     |                                                     |
| torneo del giubileo | Vienna         | primo               | 1º posto                                            |
| Trebitsch Memorial  | Vienna         | secondo             | vince Schlechter                                    |
|                     | Budapest       | primo               | 1º posto                                            |
| 1914                |                |                     |                                                     |
|                     | Baden bei Wien | primo               | 1º posto                                            |
|                     | Berlino        | primo a pari merito | 1º posto insieme a Erich Cohn                       |
|                     | Mannheim       | terzo               |                                                     |
| 1915                |                |                     |                                                     |
| Trebitsch Memorial  | Vienna         | primo a pari merito | 1º posto insieme a Réti                             |
| 1922                |                |                     |                                                     |
|                     | Piešťany       | secondo             |                                                     |
| 1923                |                |                     |                                                     |
|                     | Scheveningen   | primo a pari merito | 1º posto insieme a Paul Johner                      |
| 1926                |                |                     |                                                     |
|                     | Vienna         | primo               | 1º posto                                            |
|                     | Semmering      | primo               | 1º posto                                            |
| 1927                |                |                     |                                                     |
|                     | Magdeburgo     | primo               | 1º posto                                            |
| 1930                |                |                     |                                                     |
| Trebitsch Memorial  | Vienna         | primo a pari merito | 1º posto insieme a Hans Kmoch                       |
| 1934                |                |                     |                                                     |
|                     | Sopron         | primo               | 1º posto                                            |
| 1935                |                |                     |                                                     |
|                     | Helsinki       | primo a pari merito | 1º posto insieme a Böök                             |

Fu uno dei pochi giocatori a pareggiare il conto contro il grande Capablanca (+2 –2 =5). 

Scrisse il libro "L'arte del sacrificio negli scacchi". Nella presentazione si legge: 

## Citazioni
- Tartakover lo definì "L'ultimo bardo del gioco di gambetto", con riferimento alla sua predilezione per i giochi aperti.
- Richard Réti di lui disse "Dà dimostrazione di inusuali capacità proprio nelle situazioni più complicate."
- Lui stesso disse: "Un buon sacrificio è quella mossa, non necessariamente buona, che però lascia l'avversario confuso e incerto."
- Qualcuno gli ha attribuito la famosa: "Gioca l'apertura come un libro, il mediogioco come un mago e il finale come un automa."

Sulla paternità di quest'ultima citazione vi sono però dei dubbi